# Луций Цезенний Соспет
Луций Цезенний Соспет (лат. Lucius Caesennius Sospes) — римский политический деятель конца I века — начала II века.
Его отцом был консул-суффект 79 года Луций Юний Цезенний Пет.
В 79 году Соспет был монетным триумвиром. Затем он был военным трибуном XXII Фортуны Перворожденной легиона. После этого Соспет находился на посту квестора Крита и Киренаики и стал курульным эдилом. Около 88 года он занимал должность претора. Затем Соспет был префектом снабжения и куратором колоний и муниципиев. Приблизительно в 90/92 году он был легатом XIII Парного легиона. Возможно, за заслуги во время войны с сарматами Соспет получил награду. В 93/94 году он находился на посту легата пропретора Галатии. И наконец, в 114 году Соспет стал консулом-суффектом. Поразительно, что прошло примерно 26 лет между его претурой и консульством. Причины этого неизвестны.